# Ератична вервечка валунів "Foothills Erratics"

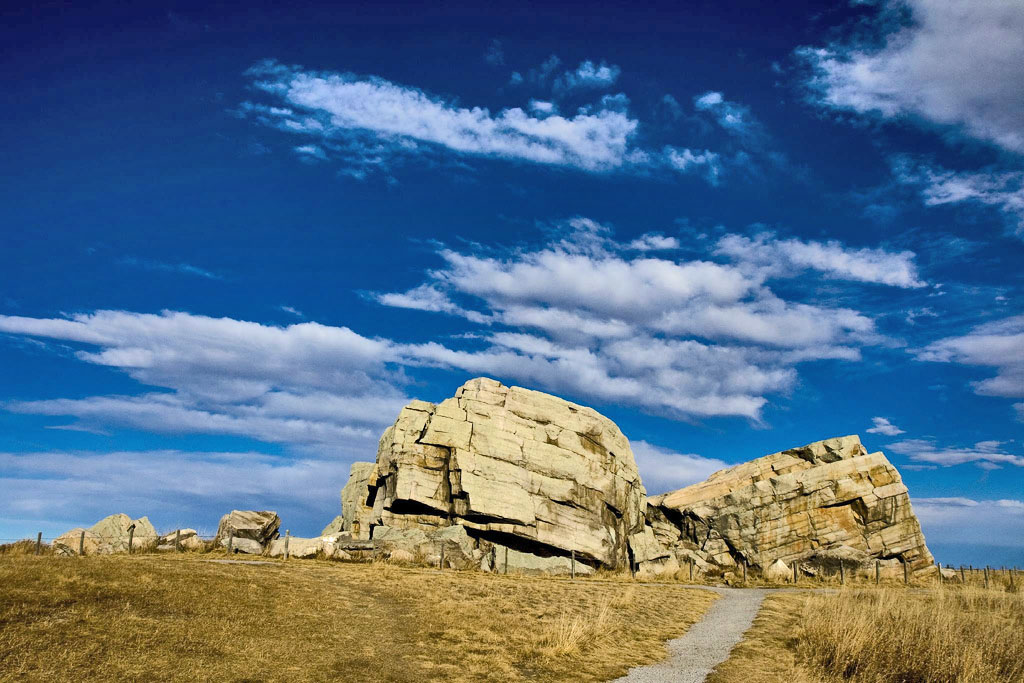
Ератичний валун Big Rock в провінції Альберта, за 15 км від Квебека. Вага кварцитового валуна 15 тис. т.

Ератична вервечка валунів «Foothills Erratics» — вервечка, смуга ератичних валунів завдовжки 580 миль (930 км), шириною (0,62 милі (1,00 км) 13,7 миль (22,0 км). Лінійний розкид тисяч типово кутастих валунів характерного кварциту та галькового кварциту, які лежать на поверхні загалом смуги з півночі на південь канадських прерій. Ці валуни, які мають довжину від 1 фута (0,30 м) до 135 футів (41 м) є принесеними льодовиком. Найбільшим є Big Rock
Вузька смуга прерії, покрита вервечкою ератичних валунів Foothills Erratics Train, простягається вздовж східних флангів Скелястих гір Альберти та північної Монтани до міжнародного кордону. Валуни передгір'я Erratics Train складаються з рожевого та фіолетового нижньокембрійського морського кварциту та конгломератного кварциту, які не є рідними для цього регіону Альберти. Ці породи зустрічаються лише в групі Гог (Gog Group), яка відкрита в долині Тонкін у Скелястих горах центральної західної Альберти. Їхнє конкретне джерело було визначено як поблизу гори Едіт Кавелл у національному парку Джаспер. Розташовані в прерії на схід від Скелястих гір, більші льодовикові нерівності вервечки (смуги) Foothills Erratics Train видно на значній відстані через прерію і, ймовірно, слугували визначною пам'яткою для корінного населення.

## Інтернет-ресурси
- Anonymous (nda) Geology: Airdrie glacial erratic, near Calgary [Архівовано 13 серпня 2018 у Wayback Machine.], Royal Alberta Museum, edmonton, Alberta, last accessed July 23, 2015.
- Fortney, V. (2015). Fortney: Condo excavation digs up glacial erratic. [Архівовано 2 листопада 2021 у Wayback Machine.] Calgary Herald, March 19, 2015, last accessed July 23, 2015.
- Jackson, L.E., Jr. (2010) Foothills Erratic Train [Архівовано 4 березня 2016 у Wayback Machine.], last accessed July 23, 2015.
- John, B., and Jackson, L.E., Jr. (2008) Stonehenge's Mysterious Stones: A tale of glaciers, man, rocks and North America. [Архівовано 2 травня 2021 у Wayback Machine.] Earth Magazine, American Geosciences Institute, December 31, 2008, last accessed July 24, 2015.